# Pierre Chaillet

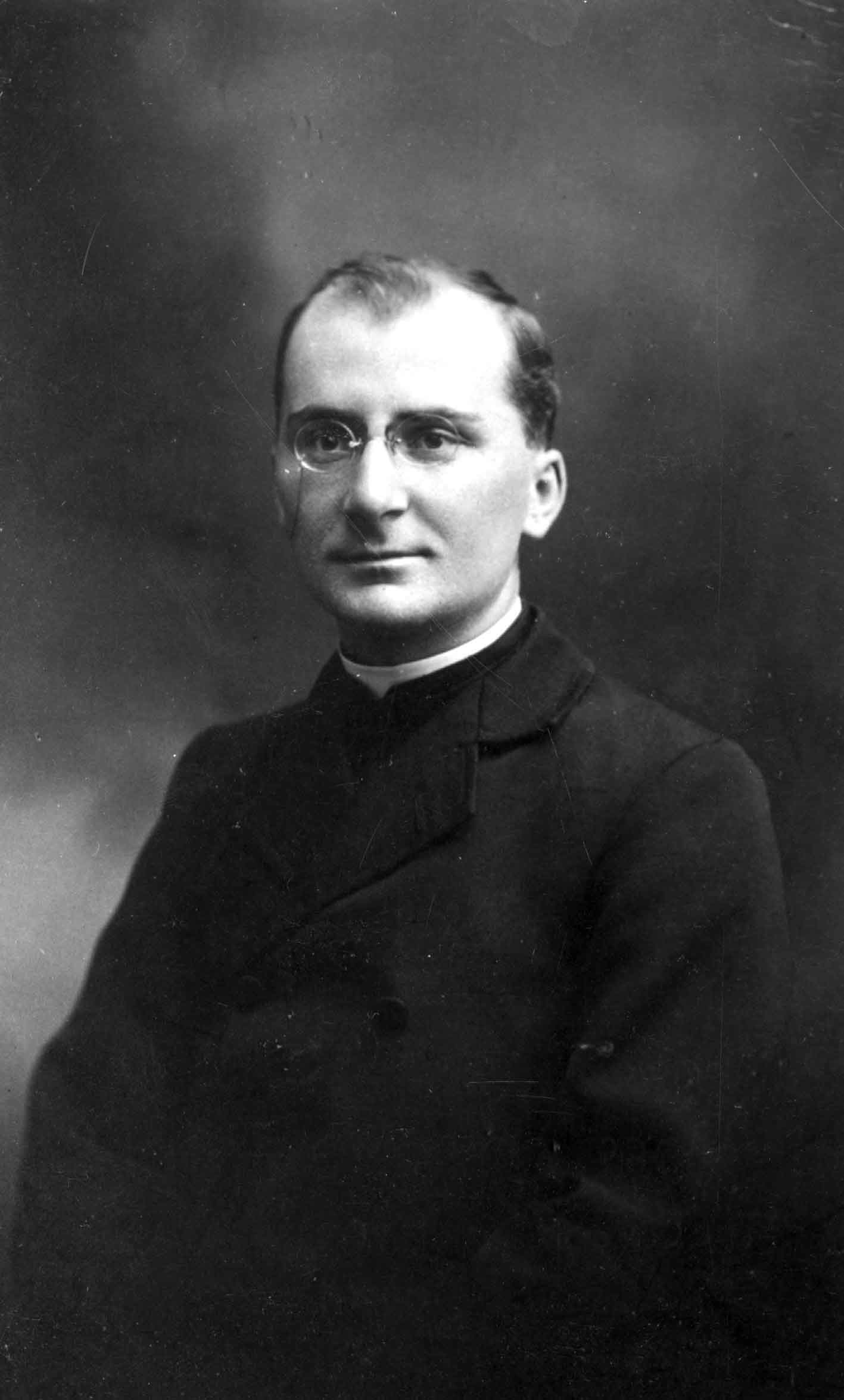
Pierre Chaillet em 1931

Pierre Chaillet foi um jesuíta francês, que apoiou a resistência francesa contra o nazismo, que nasceu no dia 13 de maio de 1900, em Scey-Maisières (Doubs), e morreu no dia 27 de abril de 1972, em Lyon.

## Biografia
Nasceu em uma pequena fazenda, em uma família de camponeses muito religiosa.
Estudou no seminário menor de Maîche, depois em Faverney e no seminário maior de Besançon.
Aos 22 anos, ingressou na Companhia de Jesus.
Em 1931, foi ordenado como sacerdote.
Em 1934, foi enviado para trabalhar em um colégio administrado pela Companhia de Jesus, na Caríntia (Áustria), onde testemunhou a ascensão do nazismo. Em 1939, publicou “L’Autriche souffrante", no qual denunciou as perseguições contra os católicos e judeus, razão pela passou a ser vigiado de perto pela Gestapo.
No início da Segunda Guerra Mundial, foi enviado para a Hungria.
Em dezembro de 1940, retornou à França, durante a ocupação alemã, onde foi designado para ensinar na faculdade de teologia de Lyon, onde entrou em contato com cristãos hostis ao Regime de Vichy e ao nazismo.
Durante a ocupação alemã na França, apoiou a Resistência Francesa ajudando os judeus que precisavam se esconder ou fugir do país e por escritos publicados principalmente nos "Cahiers du Témoignage chretien" (Cadernos das Testemunhas Cristãs), que denunciavam a ideologia nazista com base em ensinamentos contidos nos evangelhos. 
Em janeiro de 1943, foi preso pela Gestapo, mas utilizou outra identidade, circunstância que permitiu que fosse posto em prisão domiciliar. Desse modo, conseguiu escapar da vigilância das autoridades e conseguiu se manter clandestino até a Libertação da França.
Durante a Guerra de Independência Argelina, defendeu uma negociação com a Frente de Libertação Nacional, o que gerou a censura de seus superiores da Companhia de Jesus.
Em 1981, suas ações em favor dos judeus foram reconhecidas por meio da condecoração de "Justo entre as Nações" .